# Liste der Bodendenkmale in Bad Bodenteich
In der Liste der Bodendenkmale in Bad Bodenteich sind alle Bodendenkmale der niedersächsischen Gemeinde Bad Bodenteich aufgelistet. Die Quelle ist der Denkmalatlas Niedersachsen. Der Stand der Liste ist der 18. Juni 2024.

## Allgemein
In den Spalten finden sich folgende Informationen des Bodendenkmales :
- Lage        : geographische Koordinaten
- Bezeichnung : Bezeichnung lt. Denkmalatlas
- Beschreibung: Beschreibung lt. Denkmalatlas
- ID          : Objekt-ID
- Bild        : Bild, ggf. zusätzlich mit Link zu weiteren Fotos im Medienarchiv Wikimedia Commons.

## Bodenteich
| Lage                        | Bezeichnung        | Beschreibung | ID       | Bild |
| --------------------------- | ------------------ | --- | -------- | ---- |
| 52° 50′ 4″ N, 10° 40′ 59″ O | Bodenteich 2, Burg | Die ehemalige Burg lag in einem Moorgebiet, in dem sich – so die Erklärung des Namens – ein größerer Teich gebildet hatte. Sie besteht aus Haupt- und südwestlich vorgelagerter Vorburg, die von der Aue und künstlichen Wassergräben umgeben waren. Die Hauptburg erstreckt sich auf einem 50–60 m breiten, ovalen Hügel, der sich 4–5 m über der Aue erhebt. 1770 wird berichtet, dass sie einst mit einer doppelten Wall-Graben-Anlage umgeben war. Die trapezförmige Vorburg war früher ebenfalls von einem Graben umgeben. | 32205565 |      |

## Bomke
| Lage                         | Bezeichnung        | Beschreibung | ID       | Bild |
| ---------------------------- | ------------------ | --- | -------- | ---- |
| 52° 52′ 23″ N, 10° 42′ 40″ O | Bomke 2, Grabhügel | Annähernd runder Grabhügel mit einem Dm. von 11,5 m und einer H. von 0,7 m. Der Hügelrand läuft in das umliegende Gelände aus. | 32208076 | BW   |

## Flinten
| Lage                         | Bezeichnung         | Beschreibung | ID       | Bild |
| ---------------------------- | ------------------- | ------------ | -------- | ---- |
| 52° 50′ 40″ N, 10° 44′ 30″ O | Flinten 1, Warte    |              | 38603600 | BW   |
| 52° 50′ 36″ N, 10° 44′ 33″ O | Flinten 4, Landwehr |              | 32209767 | BW   |

## Schostorf
| Lage                         | Bezeichnung           | Beschreibung | ID       | Bild |
| ---------------------------- | --------------------- | --- | -------- | ---- |
| 52° 50′ 20″ N, 10° 44′ 34″ O | Schostorf 1, Landwehr | | 38603613 | BW   |
| 52° 50′ 21″ N, 10° 45′ 53″ O | Schostorf 6, Landwehr | Die Landwehr ist in Blatt 93 der Kurhannoverschen Landesaufnahme von 1777 verzeichnet. Sie sperrte die „Alte Zollstraße“ von Südosten aus Richtung Leipzig über Schmölau nach Nordwesten über Flinten, Bomke, Wieren nach Lüneburg, von der Bath in den 1950er Jahren noch Wegespuren nachweisen konnte (vgl. Thielitz FStNr. 2). Sie bildete gleichzeitig auch die Grenzlandwehr zur Altmark. | 32206069 | BW   |